# Ravenelia spegazziniana
Ravenelia spegazziniana är en svampart som beskrevs av J.C. Lindq. 1946. Ravenelia spegazziniana ingår i släktet Ravenelia och familjen Raveneliaceae.   Inga underarter finns listade i Catalogue of Life.